# Druhá bitva u El Alameinu
Druhá bitva u El Alameinu byla součást druhé světové války, odehrála se v říjnu 1942 v severní Africe. Začala 19. října, kdy Britové zahájili protiofenzívu. 23. října pod vedením britského generála Bernarda Lawa Montgomeryho Spojenci vyhráli. Erwin Rommel byl nucen ustoupit nejprve k Al Agheile a poté do Tunisu. Německo-italské jednotky byly postupně vytlačovány z Afriky.
Poté, co Spojenci dobyli zpět pevnost Tobrúk, vytlačili nakonec v květnu 1943 Němce z Afriky úplně.

## Průběh

### Předehra
9. září 1940 vpadly Mussoliniho jednotky do Egypta. Britové ustoupili k Sidi Barrani, kde Italové svojí ofenzivu zastavili. 9. prosince zahájili Britové protiútok (viz Operace Compass) a vytlačili Italy z Libyjské provincie Kyrenaiky.
V únoru 1941 posílily vyčerpané italské jednotky jednotky německého Afrikakorpsu a pod velením Erwina Rommela, čerstvého vítěze z Francie, zahájili ofenzivu s cílem dobýt zpět Kyrenaiku a zaútočit na Egypt (viz Akce Sonnenblume). Britové ustoupili až na Egyptskou hranici s výjimkou australské posádky v Tobruku. Ta se zde spolu s Čechoslováky a Poláky opevnila aby tento důležitý přístav nepadl do Rommelových rukou. Následujících osm měsíců se o něj obě strany přetahovaly (viz Obléhání Tobruku). 18. listopadu zahájila nově vzniklá britská 8. armáda operaci Crusader s cílem vyprostit Tobruk z obležení. Rommel byl nakonec donucen ustoupit zpět k Agheile odkud před 10 měsíci začal svůj odvážný útok. V červnu roku 1942 se mu však nakonec přece jen podařilo Tobruk dobýt (viz Bitva u Gazaly). 8. armáda byla donucena stáhnout se hluboko do Egypta až k železniční stanici El Alamein. V červenci zde probíhaly těžké boje, které obě strany vyčerpaly (viz První bitva u El Alameinu). Britové však Rommela zastavili. Nyní se pod velením nového velitele Bernarda Law Montgomeryho připravovali na protiofenzivu.

### Operace Lightfoot

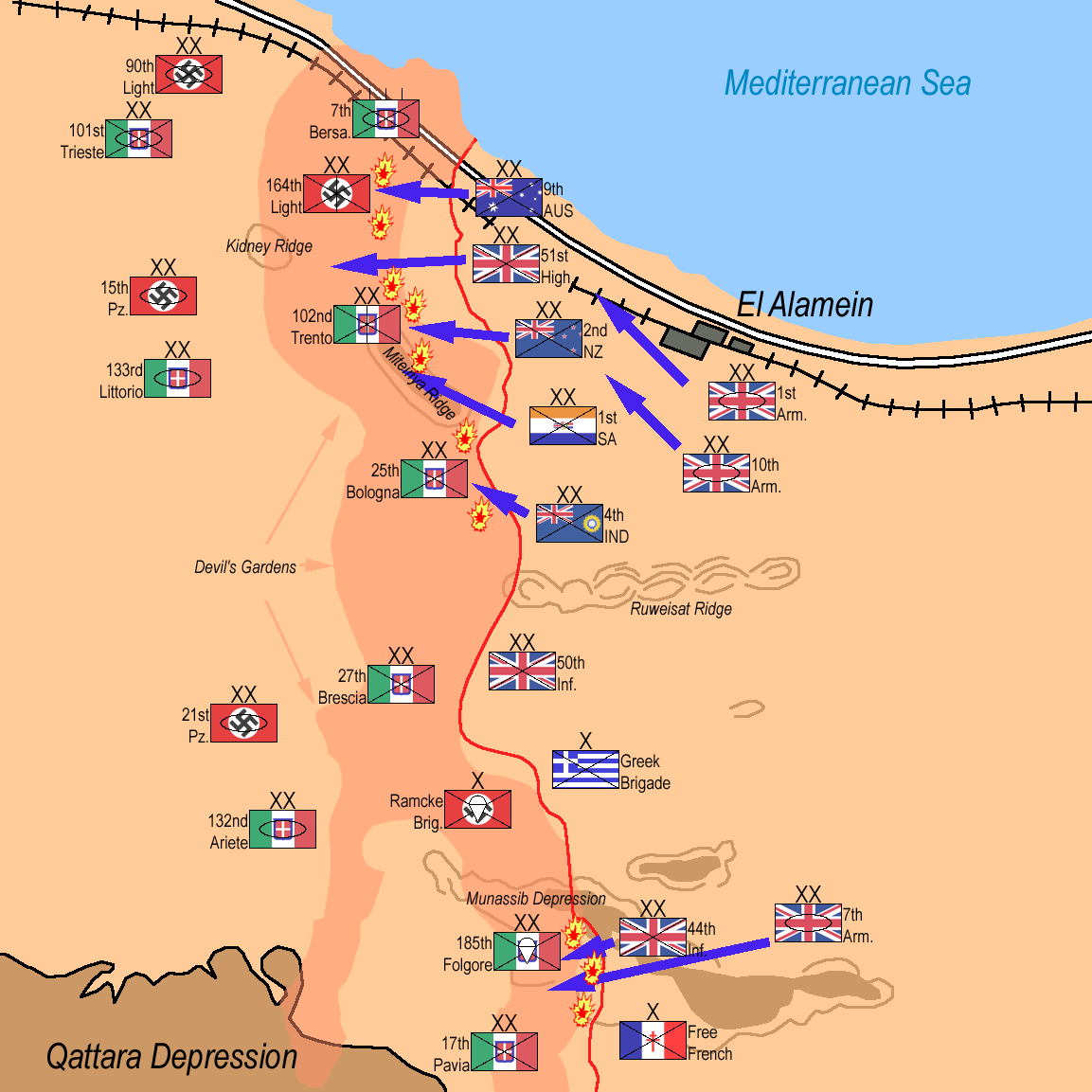
Operace Lightfoot

Dne 23. října 1942 zahájil Montgomery první fázi své obezřetně naplánované ofenzivy, operaci "Lightfoot". V blízkosti Kattarské prolákliny podnikl XIII. sbor pod velením generála Horrockse klamný útok. Dále na severu pronikl X. sbor pod velením generála Lumsdena přes německá minová pole směrem k hřebenu Kidney. Překvapivý úder, provedený s nelítostnou důsledností donutil Rommela jednat. Shromáždil své motorizované jednotky a zahájil protiútok, při němž vyslal své poslední tanky proti převaze britské palebné síly. Ačkoliv německé ztráty narůstaly, nepodařilo se Montgomerymu prolomit nepřátelské linie. Získal kus území na severu, ale Němci se stále drželi a jejich smrtonosná 88mm děla ničila jeden britský tank za druhým. Britové však na rozdíl od sil Osy mohli svoje ztráty, díky krátkým zásobovacím komunikacím a za Churchillova plného zájmu o výsledek severoafrické kampaně, rychle nahrazovat. Rommel takovou podporu od Hitlera neměl a jeho zásobovací komunikace se táhly až do Libye[zdroj?], takže i když nedosáhl průlomu, podařilo se Montgomerymu citelně zeslabit síly nepřítele.

### Operace Supercharge

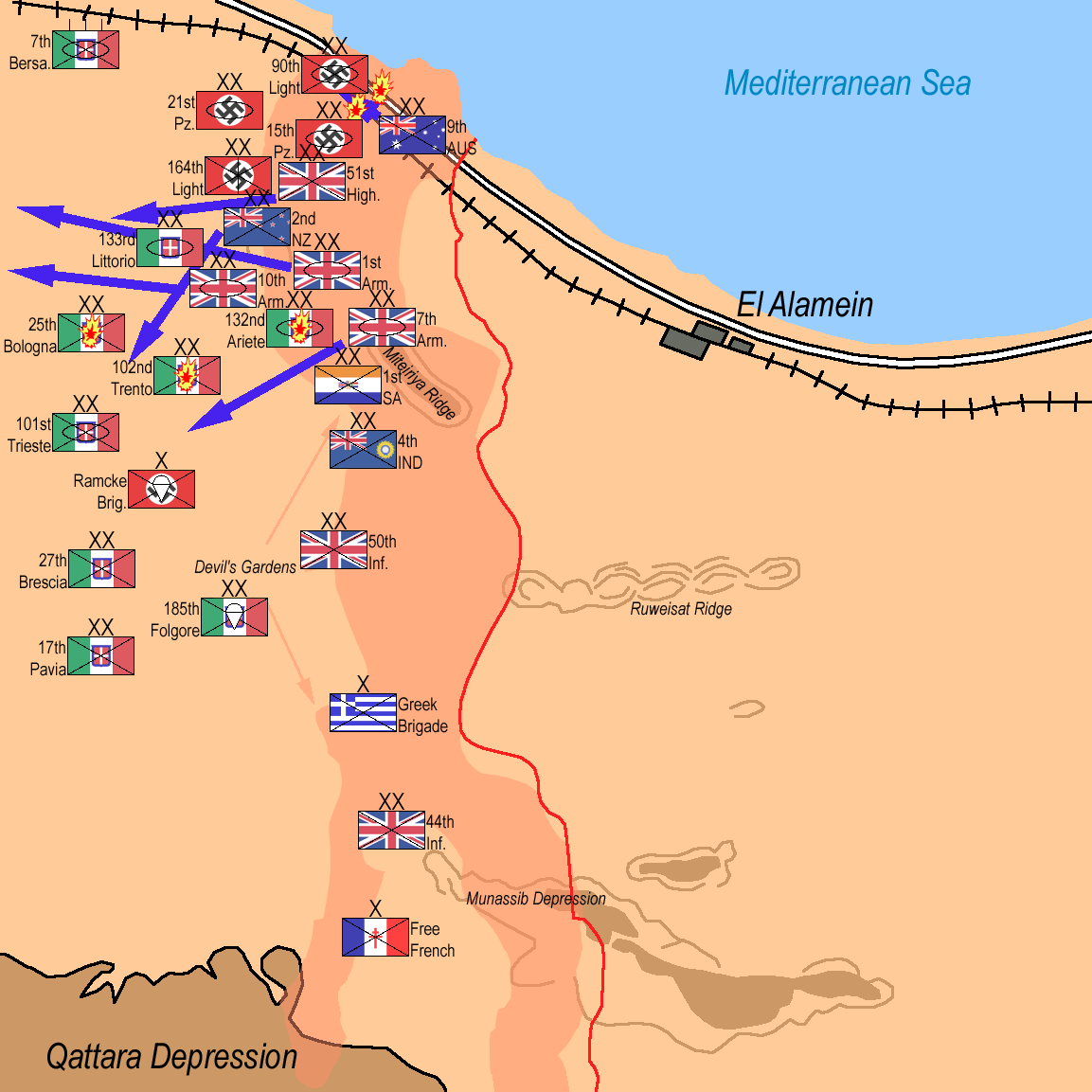
Operace Supercharge

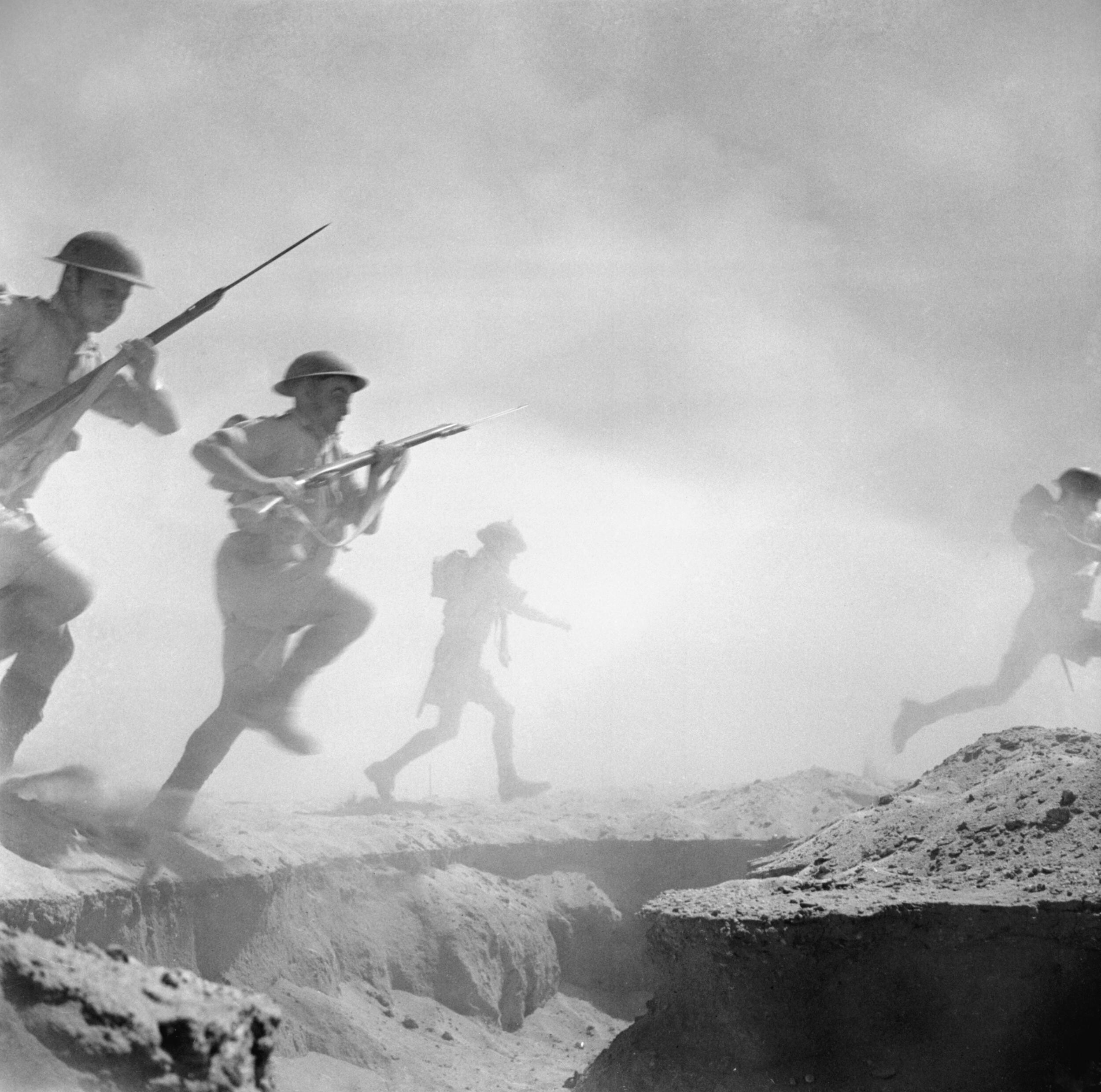
Britská pěchota v útoku

Na konci října bylo už Montgomerymu jasné, že jeho plán na prolomení německých pozic úplně nevyšel. Se souhlasem vrchního britského velitele Harolda Alexandera vypracoval novou alternativu, operaci "Supercharge". Rozhodl se soustředit veškeré své síly proti německým pozicím na jihozápadě, kde očekával Rommelovu slabinu. Dne 2. listopadu zahájila pěchota a dělostřelectvo útok a vytvořili v německé obraně mezeru jíž využily tanky. Rommel přesunul své zbývající jednotky k hřebenu Kidney, kde se Britové pokoušeli o průlom. Německá 88mm děla působila britům citelné ztráty. Britská 9. obrněná brigáda ztratila 70 ze svých 94 tanků. Britové však stále postupovali. Němci v bitvě utrpěli nenahraditelné ztráty, například přišli o všechna 88mm děla s výjimkou 24 kusů. Rommel si uvědomil, že jeho síly už nejsou schopny dále vzdorovat britským silám a tak, navzdory Hitlerovým rozkazům, ustoupil. Zbývalo mu pouhých 36 tanků.

### Dohra
Montgomery dosáhl velmi důležitého vítězství a jeho, nyní sebevědomá, 8. armáda začala pronásledovat zbytky Panzerarmee Afrika. Ústup Osy se zastavil (a to pouze na chvíli) až v Tunisku na Marethské linii. Spojenci definitivně získali v Africe převahu.